# Kondomski vžigalnik
Kondomski vžigalnik  je priprava za aktivacijo eksplozivov.
Zaradi nedostopnosti klasičnih vžigalnikov in detonatorjev so teroristi razvili preprost način za aktivacijo eksplozivnih teles.
S kislino napolnijo kondom in ga na odprtem koncu zavežejo ter ga položijo v škatlo oz. posodo. Okoli kondoma nato dajejo druge gorljive materiale (npr. bombaž) ter eksploziv.
Ko kislina prežre kondom, vžge gorljiv material, ki deluje kot detonator in povzroči eksplozijo.